# So You Won't Squawk?
Pour plus de détails, voir Fiche technique et Distribution.
So You Won't Squawk? est un film américain réalisé par Del Lord sorti en 1941.
C'est le huitième film dans lequel joue Buster Keaton pour la compagnie Columbia Pictures.

## Synopsis
Eddie (Buster Keaton) est confondu avec le gangster Louie the Wolf qui profite de cette méprise pour laisser son rival tenter de le tuer

## Fiche technique
- Titre alternatif : So You Won't Squawk
- Réalisation : Del Lord
- Scénario : Elwood Ullman
- Production : Columbia Pictures
- Photographie : Benjamin Kline
- Montage :  Arthur Seid
- Date de sortie: 
  - États-Unis : 21 février 1941

## Distribution
- Buster Keaton : Eddie
- Eddie Fetherston : Louie the Wolf
- Matt McHugh : Slugger McGraw
- Bud Jamison : Tom
- Vernon Dent : le barman
- Hank Mann : un ouvrier
- Edmund Cobb : le policier